# Codognan
Codognan é uma comuna francesa na região administrativa de Occitânia, no departamento de Gard. Estende-se por uma área de 4,65 km². Em 2010 a comuna tinha 2 456 habitantes (densidade: 528,2 hab./km²).